# 斯克里普斯高地
69°8′S 63°40′W / 69.133°S 63.667°W
斯克里普斯高地是南極洲的高地，位於帕爾默地，處於凱西冰川和盧拉比冰川之間，在1928年12月20日由澳大利亞探險家命名，現時由南極條約體系管理。